# Bijelo jezero (Zelengora)
Bijelo jezero nalazi se na Zelengori u Bosni i Hercegovini i smješteno je oko 500 m južnije od Crnog jezera. Zovu ga i Zeleno jezero, zbog njegove boje. Dužina jezera je oko 90 m, širina oko 70 m, a dubina oko 2,5 m. Nalazi se na 1450 metara nadmorske visine. U jezeru nema ribe.